# Громадянська смерть
Громадя́нська смерть (італ. Morte civile, лат. civiliter mortuus) — термін, що позначає втрату всіх чи майже всіх громадянських прав особи у зв'язку із засудженням за тяжкий злочин або через акт з боку уряду певної країни.
В середньовічній Європі злочинці втрачали всі громадянські права після засудження. У Франції кримінальний засіб, відповідно до якого засуджений позбавлявся усіх громадянських та політичних прав, існував до 1854 року. Зокрема, його було закріплено в Кодексі Наполеона.
Поширеною формою громадянської смерті було оголошення особи поза законом.